# Leiostomus xanthurus
Leiostomus xanthurus és una espècie de peix de la família dels esciènids i de l'ordre dels perciformes.

## Morfologia
- Els mascles poden assolir 36 cm de longitud total i 450 g de pes.[1][2][3]

## Alimentació
Menja principalment cucs, crustacis petits i detritus orgànic.

## Depredadors
És depredat per Sarda sarda i, als Estats Units, per Pomatomus saltatrix, Cynoscion regalis, Morone saxatilis, Carcharhinus obscurus, Odontaspis taurus, Squatina dumeril, Mustelus canis i Carcharhinus plumbeus.

## Hàbitat
És un peix de clima subtropical (43°N-19°N) i demersal que viu fins als 60 m de fondària.

## Distribució geogràfica
Es troba a l'oceà Atlàntic occidental: des de Massachusetts fins al nord de Mèxic, llevat del sud de Florida.

## Observacions
És inofensiu per als humans.